# Soulier d'or belge 1966
Le Soulier d'or 1966 est un trophée individuel, récompensant le meilleur joueur du championnat de football de Belgique sur l'ensemble de l'année 1966. Ceci comprend donc à deux demi-saisons, la fin de la saison 1965-1966, de janvier à juin, et le début de la saison 1966-1967, de juillet à décembre.

## Lauréat
Il s'agit de la treizième édition du trophée, remporté par le meneur de jeu de l'Antwerp Wilfried Van Moer. Il est le second, et jusqu'à présent toujours le dernier, joueur de l'Antwerp à obtenir cette récompense. Il décroche le Soulier d'Or après moins de deux saisons parmi l'élite, et devance l'attaquant brugeois Raoul Lambert et le médian liégeois Yves Baré. Malgré un triplé en championnat, les deux premiers joueurs du RSC Anderlecht ne sont que quatrième et cinquième, à bonne distance de Van Moer.

## Top 5
| Place | Joueur            | Nationalité | Club(s)        | Points |
| ----- | ----------------- | ----------- | -------------- | ------ |
| 1.    | Wilfried Van Moer |             | Antwerp        | 129    |
| 2.    | Raoul Lambert     |             | FC Bruges      | 70     |
| 3.    | Yves Baré         |             | RFC Liège      | 29     |
| 4.    | Jan Mulder        |             | RSC Anderlecht | 23     |
| 5.    | Pierre Hanon      |             | RSC Anderlecht | 20     |

### Sources
- (nl) Cet article est partiellement ou en totalité issu de l’article de Wikipédia en néerlandais intitulé « Belgische Gouden Schoen 1966 » (voir la liste des auteurs).